# Bartolomé de Olagüe
Bartolomé de Olagüe (?- Santiago de Compostel·la, 1658) fou un organista, mestre de capella i compositor hispànic.
Es desconeixen les dades biogràfiques fonamentals d'aquest compositor. Saldoni l'anomena Olaeguï, i Barton Hudson, que l'identifica com Olagué, esmenta la possibilitat que es tracti d'un autor d'origen basc, atent al primer cognom esmentat. Barton Hudson esmenta també un Martinho García de Olagué, contemporani i relacionat amb Bartolomé de Olagüe.

Sembla que es va educar com a nen cantor a Burgos i va passar per diverses esglésies menors. Es tenen notícies d'Olagüe com a mestre de capella de l'Església de Santa Maria de Viana, a Navarra, el 1620. 
Se libraron a Bartolomé Olagüe, maestro de capilla, ziento zinquenta reales por las letras, billançicos, ensaladas, y motetes, misas y salbes que a compuesto para la solenidad y fiestas, [...]

Archivo Parroquial de Viana Libro de Fábrica de Santa María, 1620
Se sap amb seguretat que va ser nomenat mestre de capella de la Catedral de Burgos el 20 de juny de 1644. Després de la partida de Diego Pontac a l'octubre de 1647 de la Catedral de Santiago de Compostel·la, el càrrec de mestre de capella estava vacant. Olagüe va ser nomenat al magisteri compostel·là el març de 1651. Va romandre en el lloc fins a la seva mort a Santiago el 1658, sent substituït per Martín Serrano en el càrrec.

## Obra
Es conserven una missa per a nou veus i una altra a vuit veus, que no està confirmada. També tres nadales.
Al Llibre de Xifra on es contem diversos Jocs i Versos i Obres, i outres curiositats de diversos autors, un manuscrit conservat a la Biblioteca Municipal de Porto (Portugal), es conserven 24 composicions per a òrgan a nom de Bertolomeu d'Olagué. El llibre conté 11 tendes, cinc entrades, tres conjunts de versos per a cada to eclesiàstic, dos himnes, una jàcara, una toada i una cançó. S'ha descobert que les composicions corresponen a Bartomeu d'Olagüe (n. 1652), fill de l'anterior, que es va educar amb Benito d'Alaraz, compostel·là que treballava a Burgos.